# BOV (Transportpanzer)
Der BOV (Borbeno Oklopno Vozilo) ist ein vierrädriger (4×4), allradgetriebener, amphibischer Transportpanzer aus jugoslawischer Produktion.

## Beschreibung
Der allradgetriebene Truppentransporter BOV mit der Antriebsformel 4×4 wurde in den frühen 1980er-Jahren im ehemaligen Jugoslawien entwickelt. Der Radtransportpanzer kann bis zu acht Mann aufnehmen. Angetrieben wird der Radpanzer von einem Sechszylinder-Dieselmotor von Deutz, der eine Leistung von 148 PS bei 2650 Umdrehungen erzeugt. Die Panzerung kann einem Beschuss mit 7,62-mm-NATO-Munition widerstehen. Das Fahrzeug findet sowohl im militärischen als auch im zivilen Bereich Verwendung. Die Miliz des jugoslawischen Innenministeriums verfügte ebenfalls über BOV-Radpanzer der Ausführung BOV-M, die mit Maschinengewehren, Wasser- und Tränengaswerfern ausgestattet war, um gegen schwere Ausschreitungen vorzugehen.

## Varianten
- BOV-1: ausgestattet mit sechs Panzerabwehrraketen 9M14 Maljutka
- BOV-3: Flugabwehrpanzer, mit drei 20-mm-Maschinenkanonen M55 A4 B1
- BOV-30: Flugabwehrpanzer, ausgestattet mit einem 30-mm-Geschütz
- BOV-M: Polizeifahrzeug für CRC-Einsätze
- BOV-M: kroatische Version, mit dem TAB-71-Turm ausgestattet
- BOV-P: Transportpanzerprototyp
- BOV-SN: Sanitätsfahrzeug
- BOV-VP: Transportpanzer, Basisversion
- POLO M-83: BOV-1 der kroatischen Armee
- BOV M10: Feuerleitfahrzeug für Artillerie in gepanzertem BOV-1
- BOV M11: Spähpanzer
- BOV M15: Variante für die Militärpolizei mit ferngesteuerter Waffenplattform M-15 mit 12,7-mm-MG[1]
- HS M09 BOV-3: Flugabwehrpanzer basierend auf dem BOV-3, zusätzlich ausgestattet mit acht Flugabwehrraketen 9K32 Strela-2
- MRČKB BOV-3: Kommunikationszentrale für den Kommandanten eines Bataillons in gepanzertem BOV-3

## Kampfeinsatz
Die Fahrzeuge wurden in den Jugoslawienkriegen eingesetzt. 2024 wurden 20 von Slowenien ausgemusterte Fahrzeuge an die Ukraine geschickt um sich im Ukrainekrieg zu verteidigen. Laut dem Oryx-Blog gingen mit Stand Februar 2025 mindestens vier Fahrzeuge verloren.

## Nutzer

### Aktuelle Nutzer
- Bosnien und Herzegowina – 32 Stück[2]
- Kroatien – 6 Stück[2]
- Serbien – 70 Stück[2]
- Ukraine – 20 Stück[2]

### Ehemalige Nutzer
- Jugoslawien
- Slowenien

## Galerie

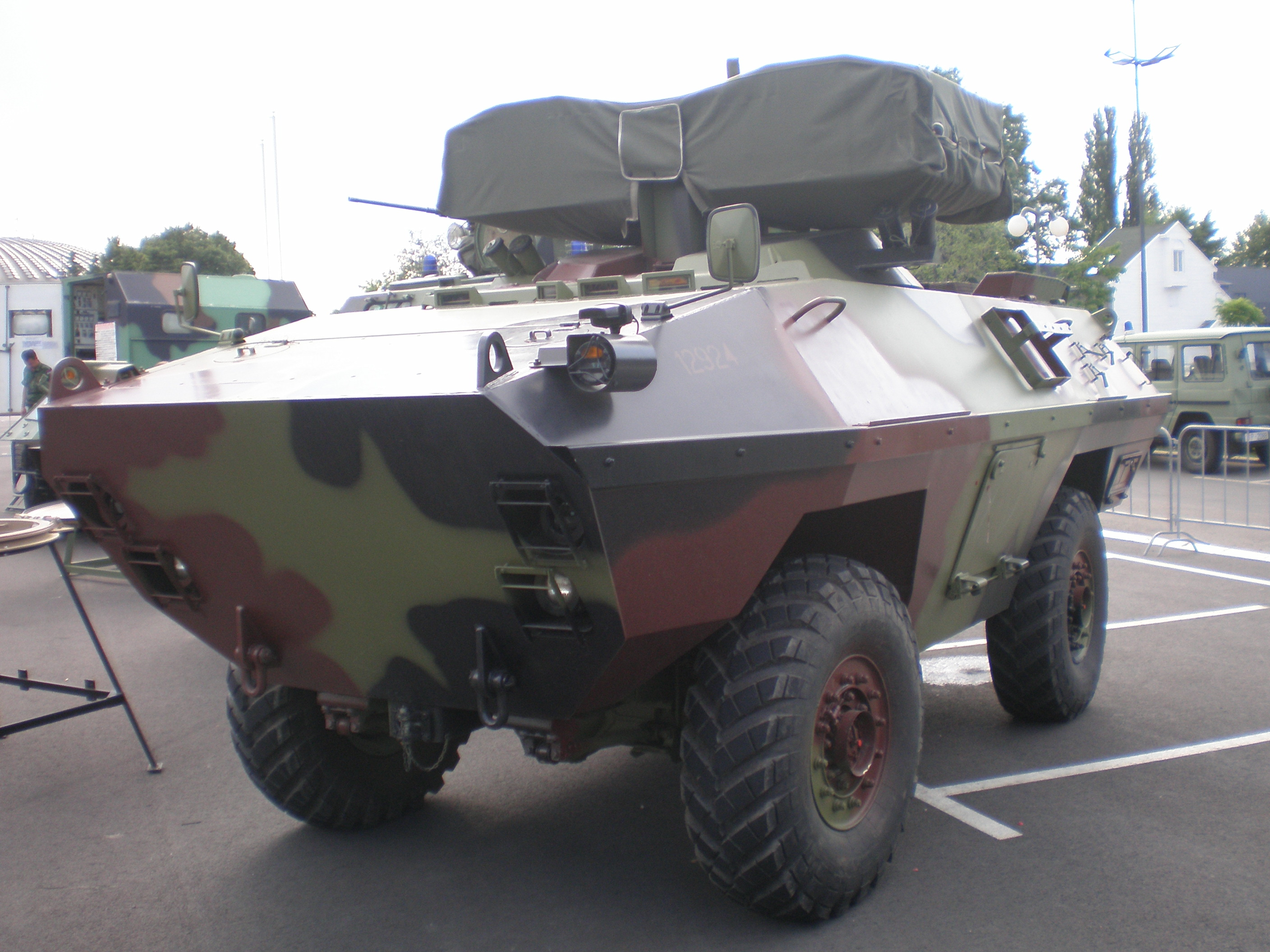
Panzerabwehrfahrzeug BOV-1
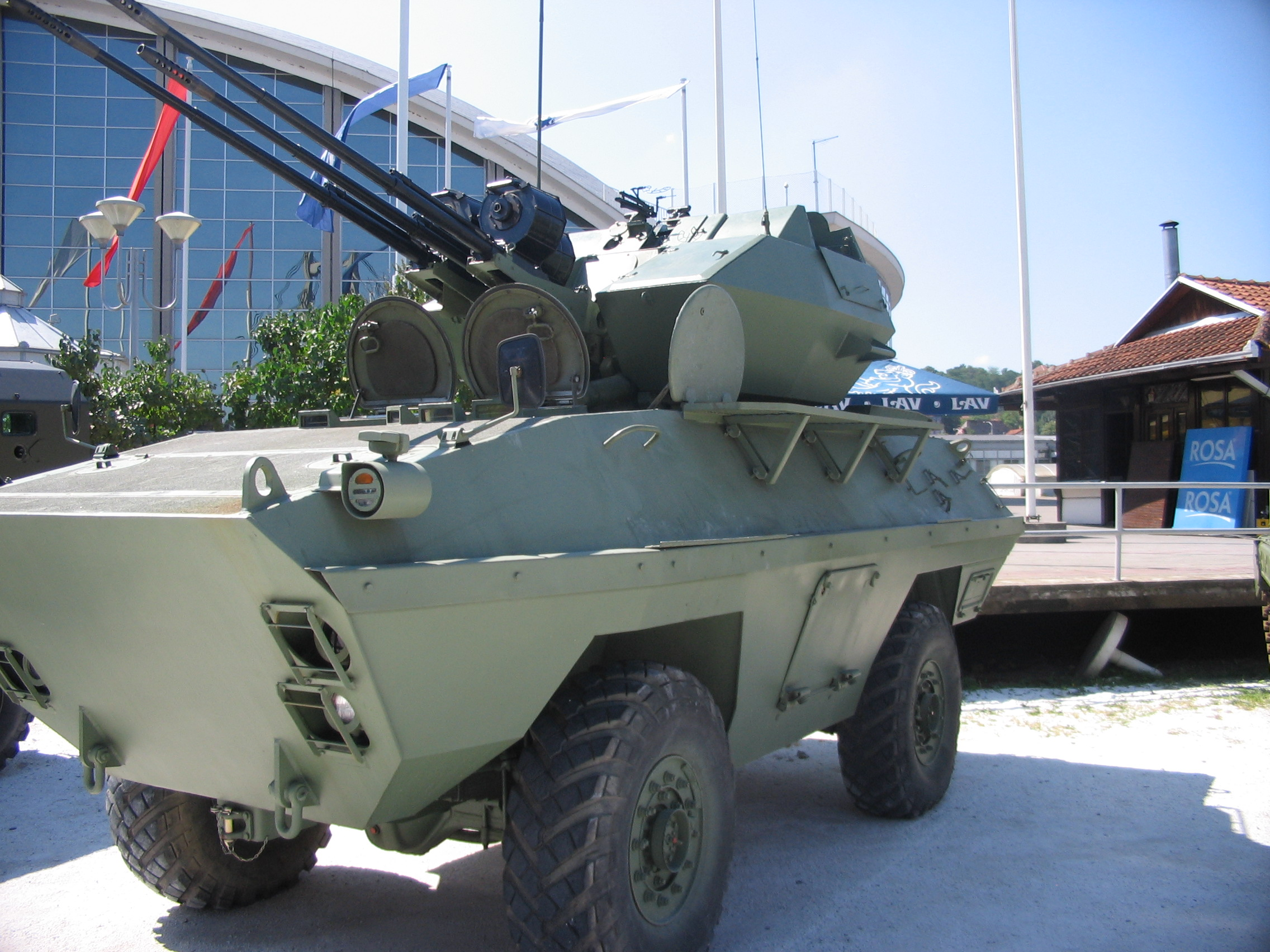
Mobiler Flugabwehrpanzer BOV-3
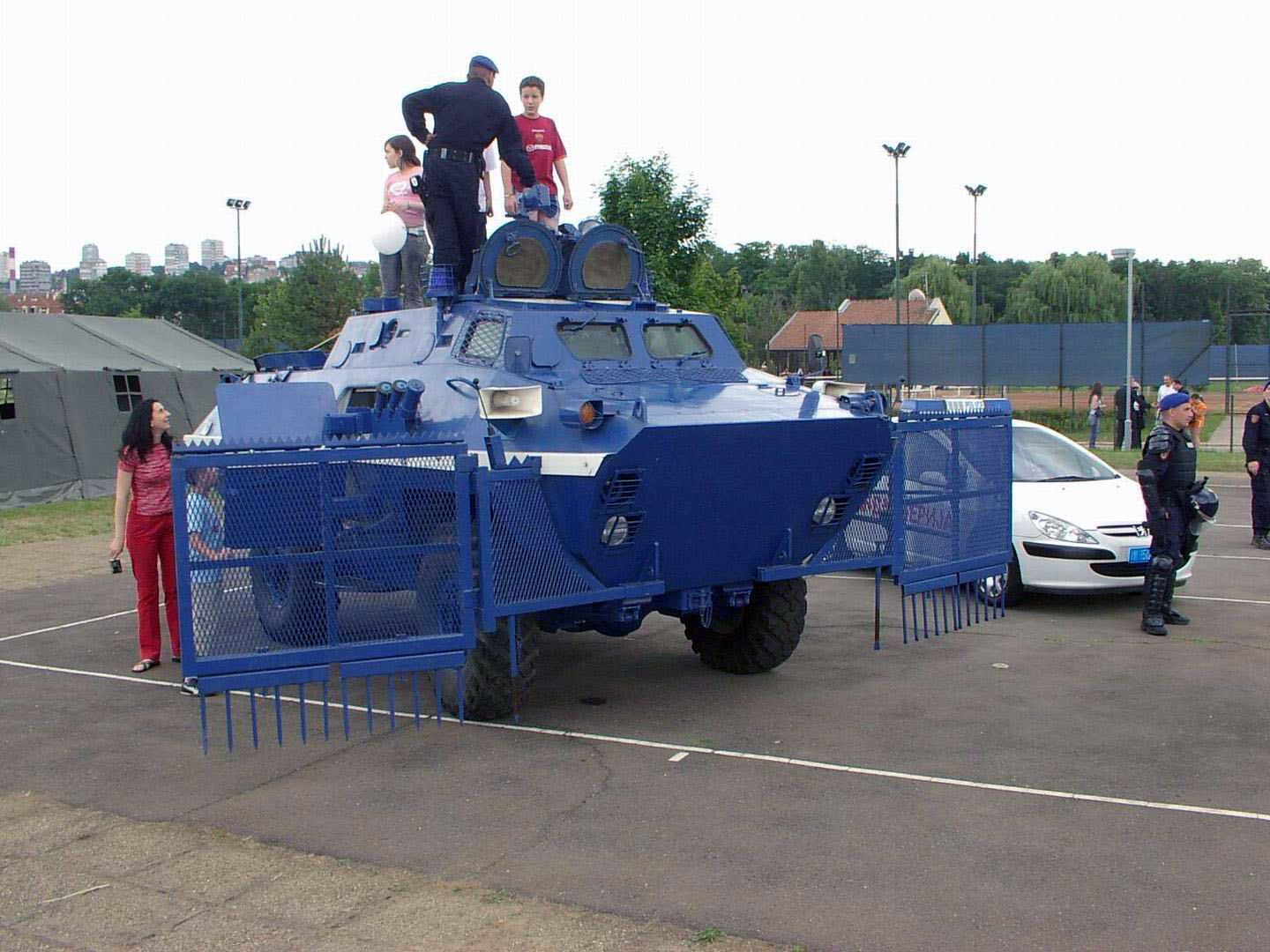
CRC-Fahrzeug BOV-M
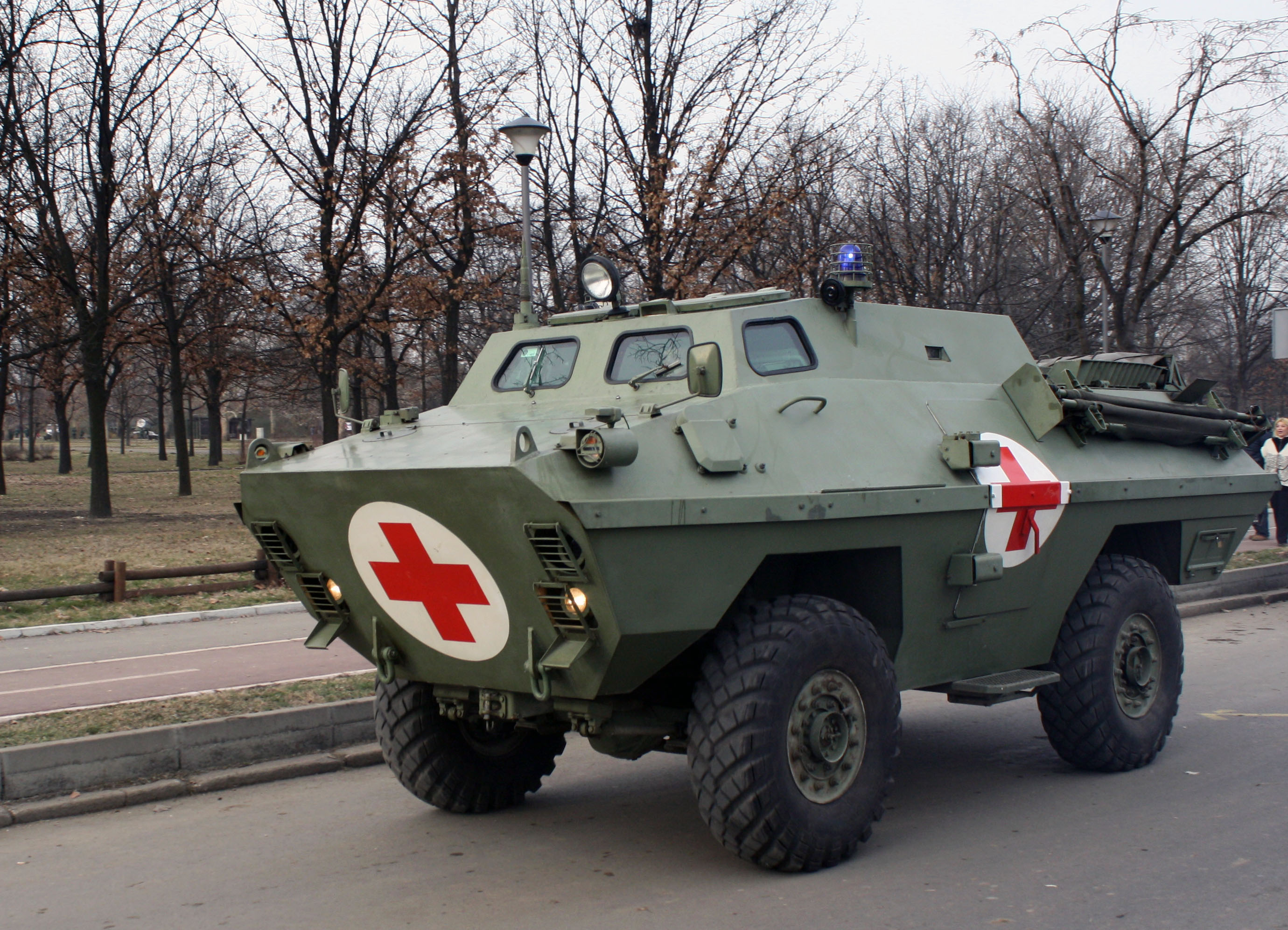
Sanitätsfahrzeug BOV-SN
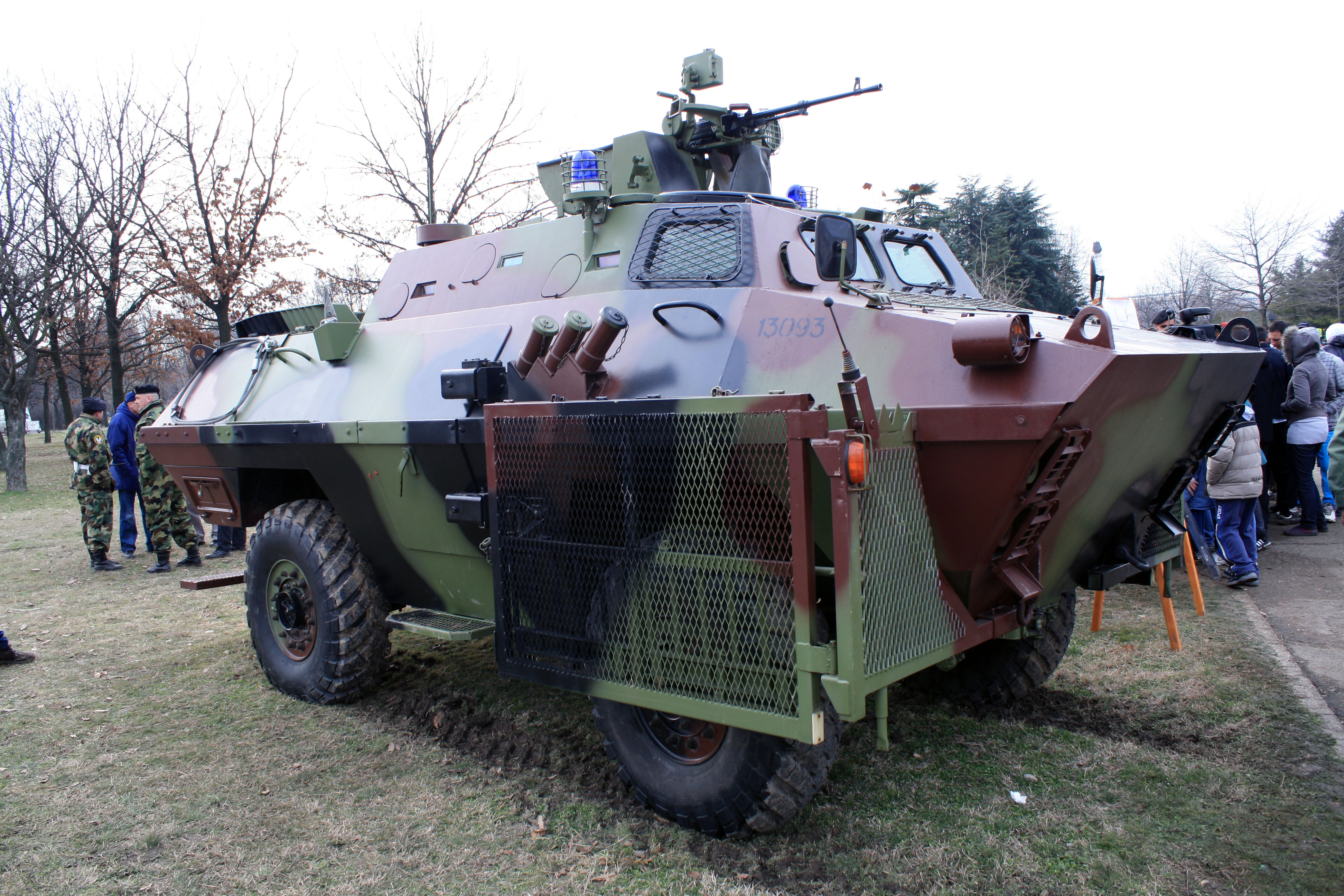
Transportpanzer BOV-VP
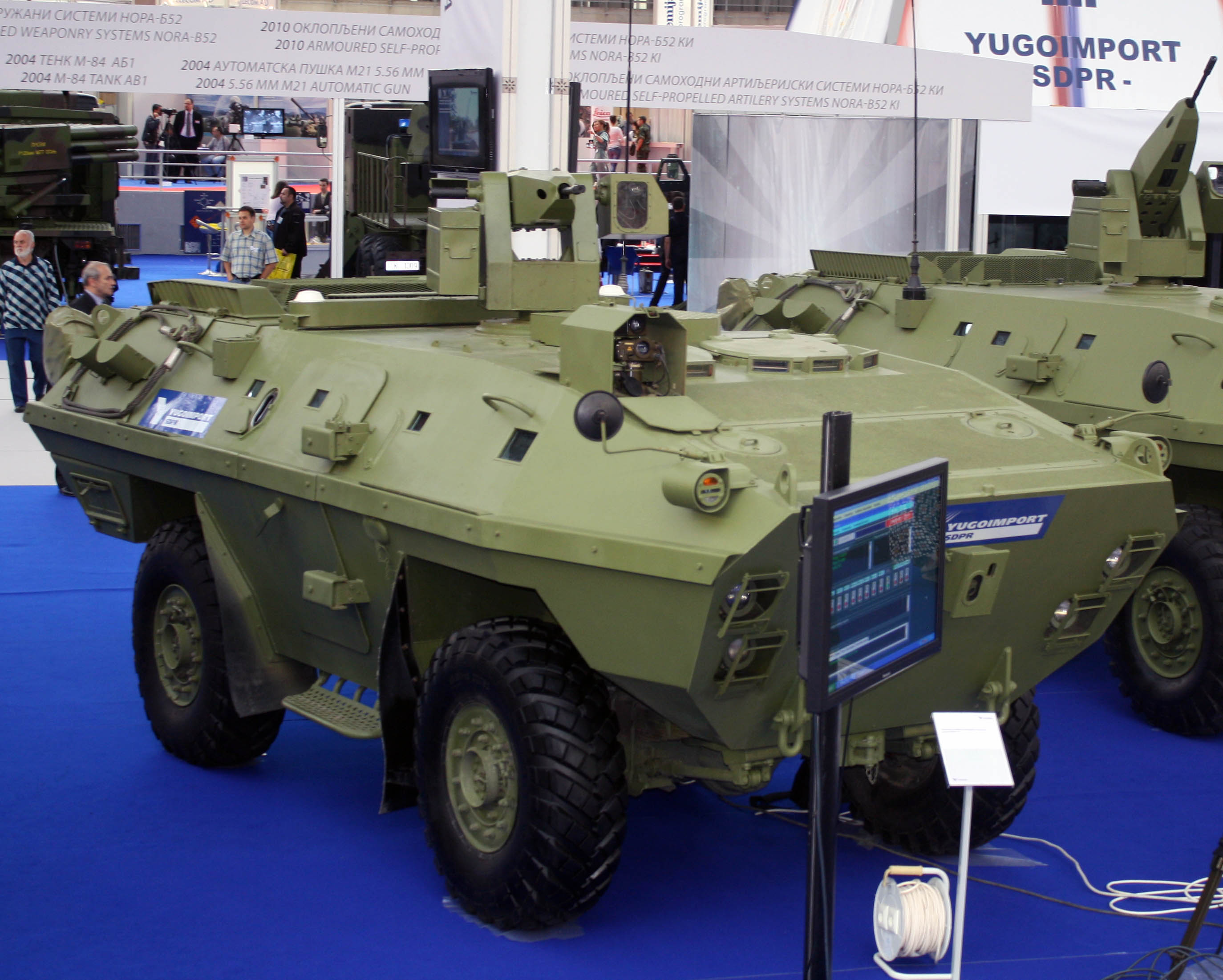
Feuerleitfahrzeug BOV M10
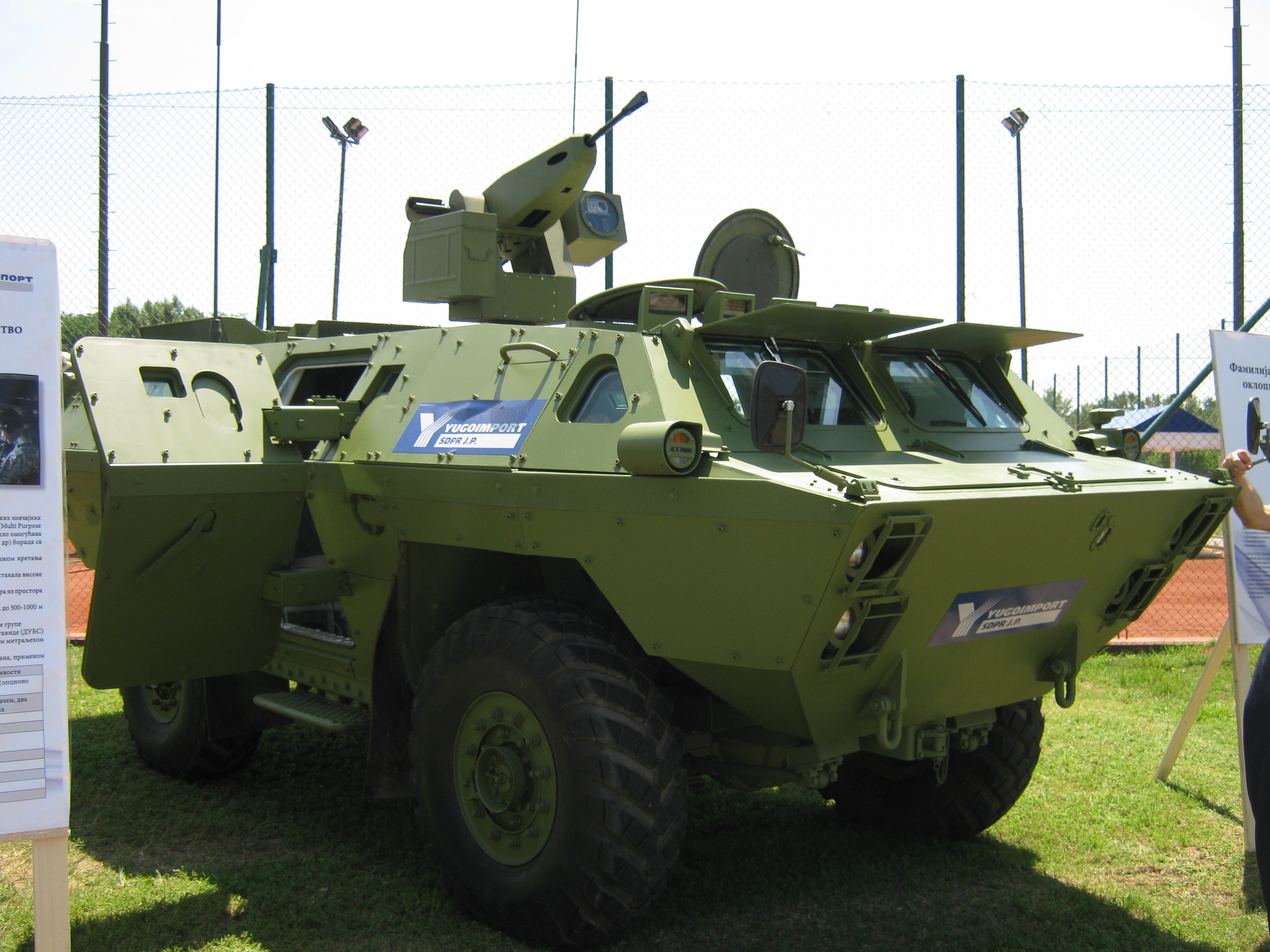
Spähpanzer BOV M11
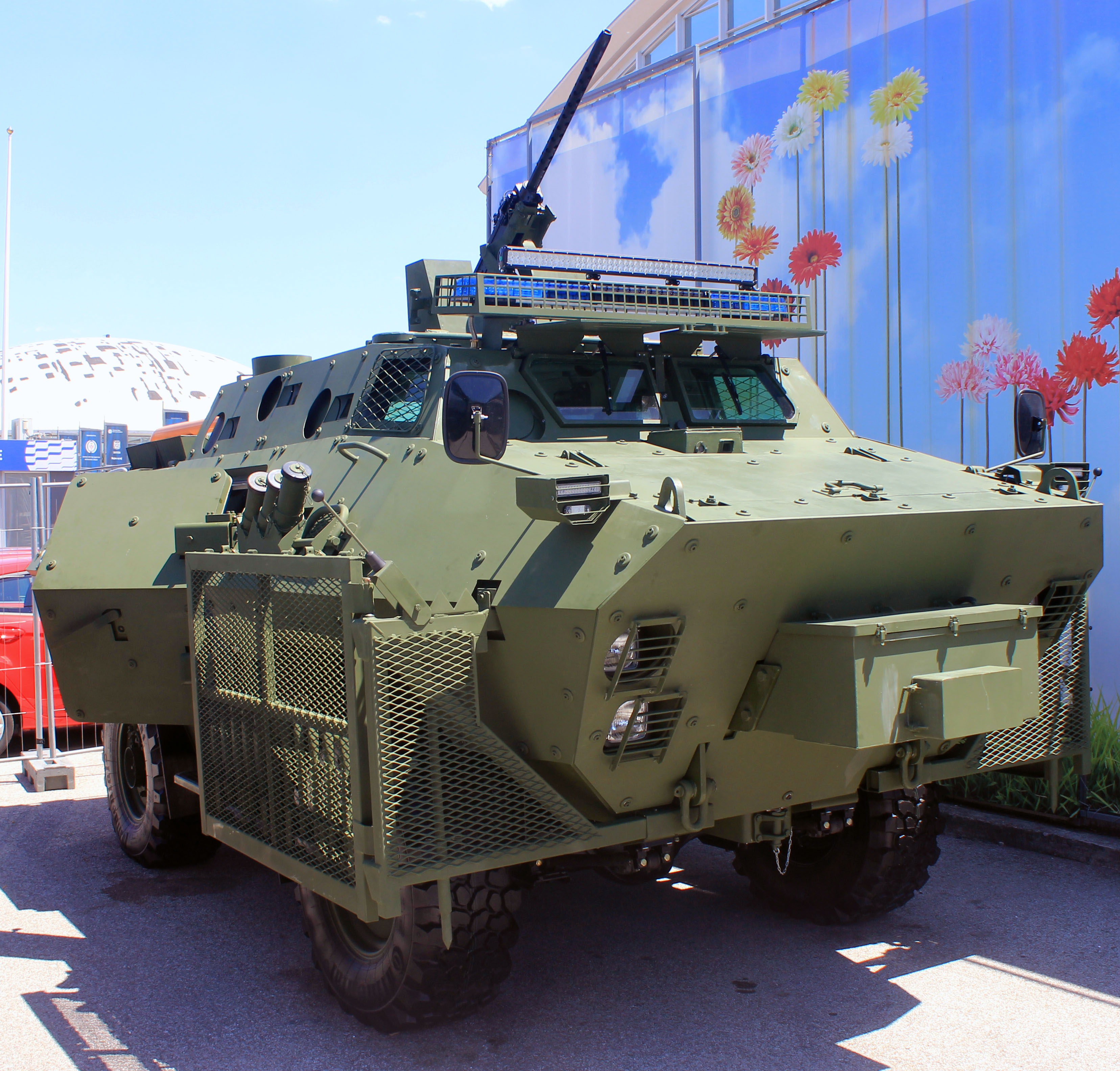
BOV M15 der Militärpolizei
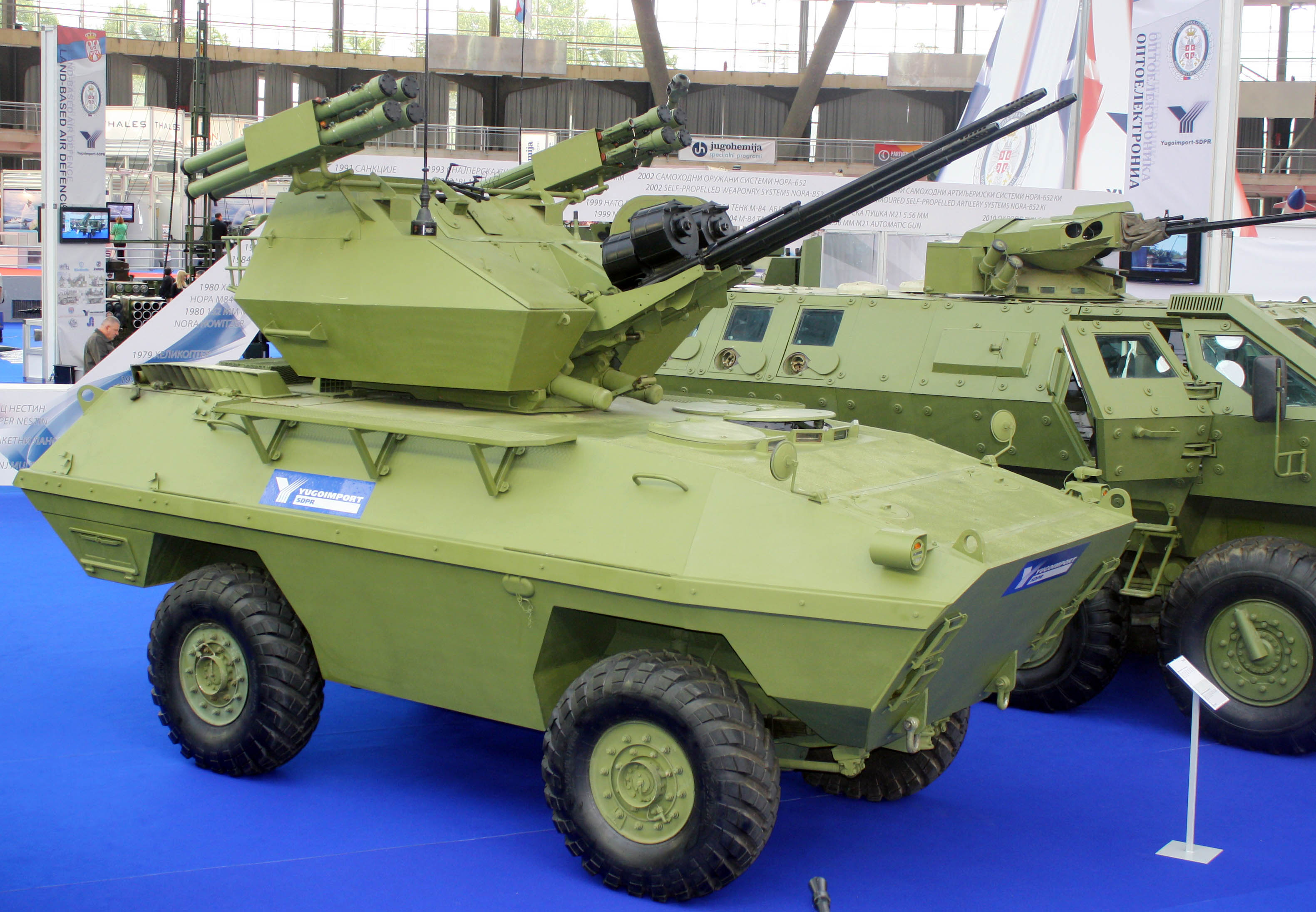
HS M09 BOV-3
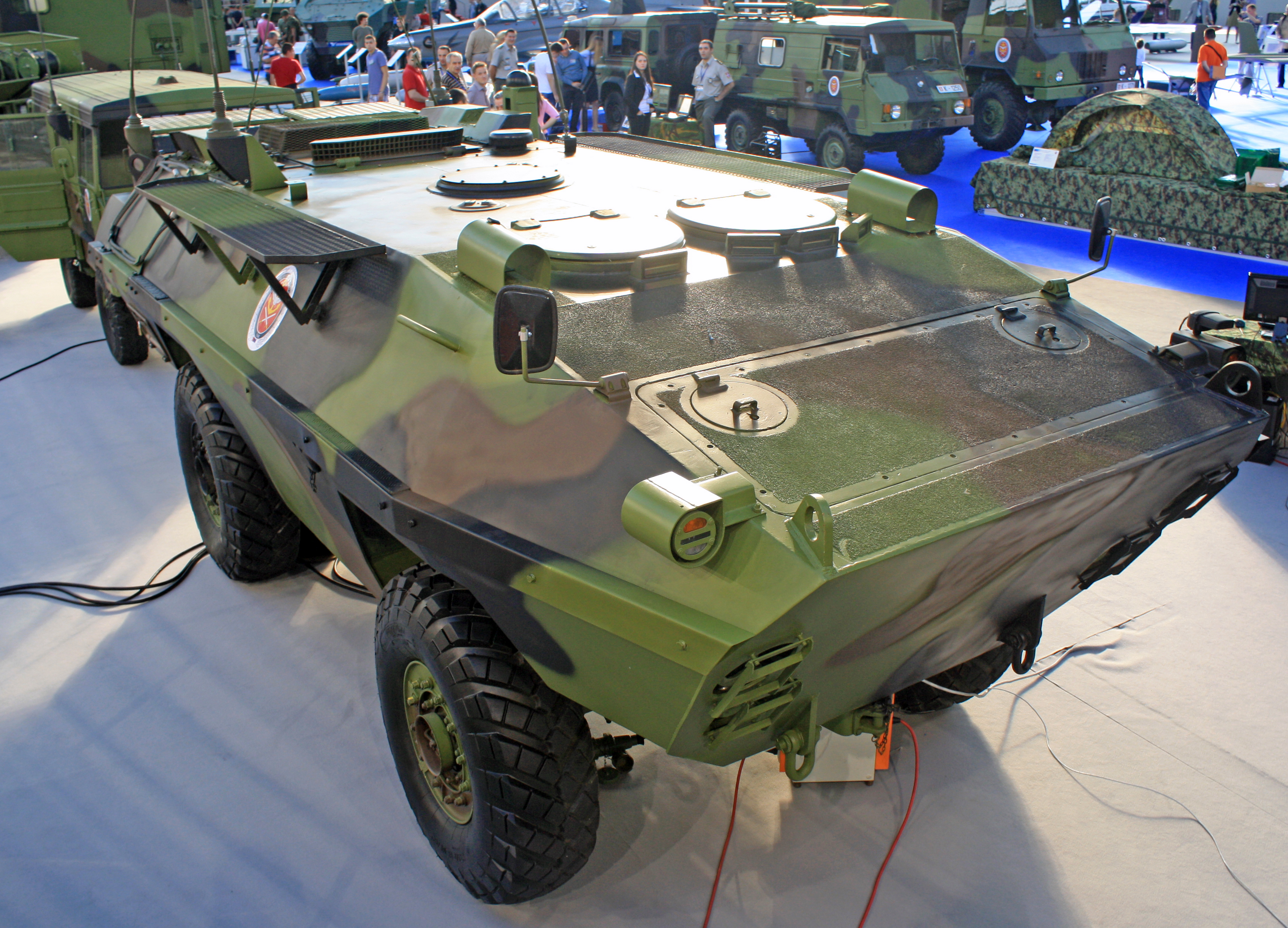
MRČKB BOV-3